# Palaeoloxodon naumanni
Éléphant de Naumann
Espèce
Palaeoloxodon naumanni, ou Éléphant de Naumann, est une espèce fossile d’éléphants trouvée en Chine et dans de nombreux sites de l’archipel japonais, ayant vécu au cours du Pléistocène moyen et supérieur, entre 340 000 et 26 000 ans avant le présent (AP). C’était un éléphant de taille petite à moyenne, au corps trapu, avec des femelles faisant 2 m et des mâles de 2,4 à 2,7 m au garrot. Il habitait dans des forêts mixtes de caducifoliés et de conifères. Il porte le nom du géologue et paléontologue allemand Heinrich Edmund Naumann (1854-1927) qui étudia les fossiles découverts à Yokosuka, dans la préfecture de Kanagawa, au Japon.

## Historique
Le nom de genre Palaeoloxodon est un nom formé à partir de trois étymons grecs anciens, qui s’analysent ainsi 1) παλαιος palaios « ancien, vieux » 2) λοξός loxós, « oblique, qui est de travers », « incurvé » par opposition à « droit » 3) ὀδών odôn « dent », soit après latinisation Paleao.lox(o).odon, qui peut s’analyser comme « dent (odon) oblique (loxo) ancienne (palaeo) », le caractère « ancien » suggérant un ancêtre éteint des Loxodonta, les éléphants d’Afrique.
L’épithète spécifique naumanni est un anthroponyme suivi du suffixe -i indiquant la provenance. C’est un hommage au géologue et paléontologue allemand Heinrich Edmund Naumann, qui fut conseiller étranger au Japon pendant l'ère Meiji et qui eut l'occasion d'étudier des fossiles de Palaeoloxodon naumanni.
L’espèce a été décrite en 1924 et nommée Elephas naumanni par Jirō Makiyama (d) (1896-1986). Il a divisé les spécimens du Japon précédemment regroupés sous le nom de Elephas namadicus en deux sous-espèces :
- ceux avec une forme similaire à E. namadicus continental, ayant une couronne large et des boucles d’émail non étroitement disposées, comme les spécimens trouvés sur l’île de Shodo dans la mer intérieure de Seto. Ils ont été désignés par Elephas naumanni namadi
- ceux avec une forme similaire à E. antiquus d’Europe, ayant une couronne étroite et des sinus développés, comme les spécimens trouvés à Sahama, préfecture de Shizuoka. Ils ont été désignés par Elephas naumanni naumanni.

En 1924, le paléontologue japonais Hikoshichirō Matsumoto (d) (1887-1975) crée le genre Palaeoloxodon, qu’il circonscrit en tant que sous-genre des Loxodonta, les Éléphants d’Afrique, et désigne Palaeoloxodon naumanni Makiyama comme l'espèce type.
Plusieurs nouvelles espèces découvertes dans les années 1920-1930 furent dans les années 1970 regroupées sous le genre Palaeoloxodon, de sorte que de nos jours (2023) tous les restes de Palaeoloxodon trouvés au Japon sont maintenant désignés comme P. naumanni.

## Description
Palaeoloxodon naumanni est un éléphant de taille moyenne à petite, avec une hauteur au garrot d’environ 2 m pour les femelles et de 2,2 à 2,7 m pour les mâles, mesurée sur des squelettes complets reconstruits, ce qui est comparable aux 2,19 m d’un cheval de trait actuel mais considérablement plus petit que les 4 m de Palaeoloxodon namadicus, l’éléphant proche parent vivant à la même époque sur le continent asiatique.
Pour les spécimens de P. naumanni du lac Nojiri, chez les mâles les défenses ont montré une courbure dorsoventrale importante et une torsion, avec une longueur totale de 2,2 à 2,4 m. Pour les femelles, les défenses n’ont ni courbure ni torsion, avec une longueur de 1 m.
Le corps était trapu et les membres généralement plus épais proportionnellement à leur longueur par rapport aux espèces existantes, ce qui suggère de forts mouvements des membres.
Les caractères propres de P. naumanni sont une taille plus petite que celles des espèces de Palaeoloxodon continentaux, une inclinaison faciale relativement lâche, une crête pariéto-frontale faible, une symphyse mandibulaire courte.

## Chronologie

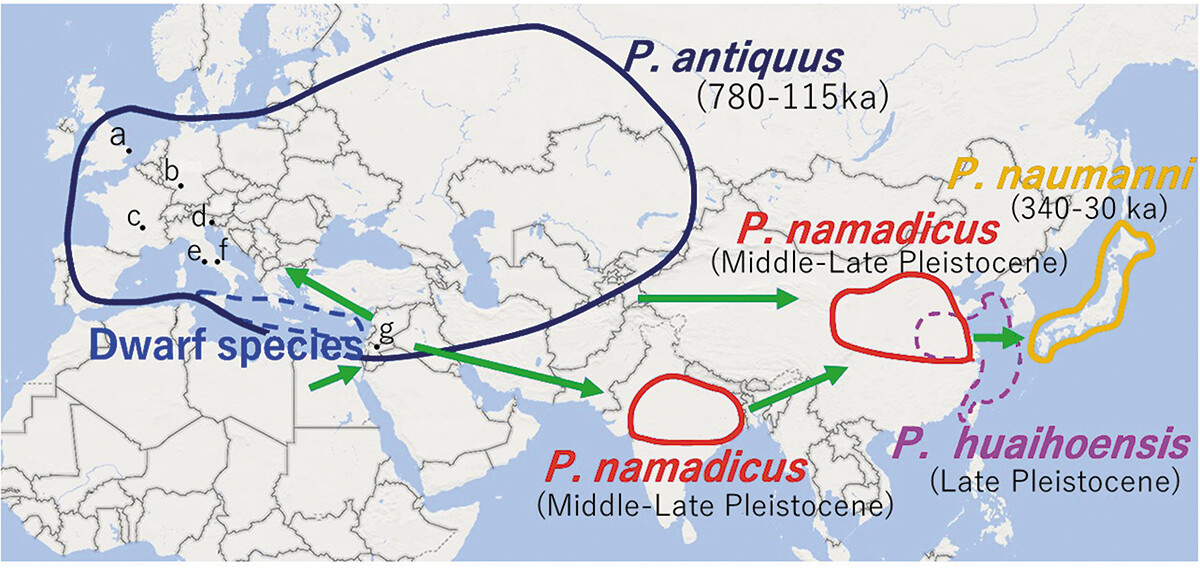
Distribution et chronologie du genre Palaeoloxodon, d’après Takahashi (2022).

Les fossiles de P. naumanni datés par téphrochronologie (datation de dépôts pyroclastiques), stratigraphie séquentielle ou datation par le carbone 14 indiquent que l’espèce aurait vécu au Japon entre 340 000 et 26 000 ans avant le présent AP.
Pour Takahashi, il semble raisonnable de supposer que P. naumanni aurait migré au Japon durant l’épisode glaciaire relativement long et froid du stade isotopique de l’oxygène SIO 10, soit entre 375 000 et 337 000 ans AP.
P. naumanni est présent en Chine au moins depuis le Pliocène tardif. Les sites du Pléistocène moyen et tardif avec cette espèce sont largement distribuées en Chine.
Pendant la période froide du Pléistocène supérieur (SIO 4 à 2), qui était la dernière étape de l'existence de P. naumanni, la faune de mammouths est arrivée de la route du nord via Sakhaline.
L'espèce s'est éteinte avant la fin du Pléistocène supérieur. Takahashi et d’autres paléontologues pensent que vers 27 000–26 000 ans AP, l’espèce était éteinte au Japon.
Les causes de l’extinction n’ont pas été établies avec assurance. Pour certains chercheurs, les changements environnementaux seraient la cause principale, pour d’autres, l’impact des humains aurait joué un rôle majeur.

## Habitat
L’étude des paléovertébrés et des pollens effectuée lors de la fouille au lac Nojiri, dans la préfecture de Nagano où a été trouvé P. naumanni, a permis d’en déduire que la région connaissait un climat tempéré. Le climat y était relativement chaud et humide, avec des prairies et des forêts de caducifoliées et de conifères. La période d'extinction de P. naumanni, il y a environ 23 000 ans, a coïncidé avec l'expansion des conifères à feuilles persistantes et une diminution des feuillus à feuilles caduques, en raison d'un climat plus froid.

## Distribution
P. naumanni est largement distribué sur les îles japonaises sur plus de 300 sites, allant de Hokkaidō au nord à la préfecture de Kagoshima au sud, entre 44° et 33° de latitude Nord. En dehors des zones terrestres, cette espèce a été trouvée dans les eaux côtières y compris la mer intérieure de Seto et le banc de Yamato au centre de la mer du Japon, à une époque où la mer s’était retirée.
Certains fossiles trouvés en Chine et qui furent analysés dans un premier temps comme des sous-espèces de P. namadicus furent par la suite considérés comme des P. naumanni. Pour Tong et Patou-Mathis, l’espèce P. naumanni est présente en Chine depuis au moins le Pliocène tardif et s’est éteinte avant la fin du Pléistocène supérieur.

## Liste des espèces du genre
Espèces notables de Palaeoloxodon :
- Palaeoloxodon antiquus (Europe, Moyen-Orient, Asie), était un peu plus grand que les Éléphants d'Afrique modernes
- Palaeoloxodon chaniensis (Crête), un éléphant nain
- Palaeoloxodon cypriotes (Chypre), un éléphant nain
- Palaeoloxodon falconeri (Sicile et Malte), un éléphant nain
- Palaeoloxodon mnaidriensis (Sicile), un éléphant nain
- Palaeoloxodon namadicus (Asie)
- Palaeoloxodon  naumanni (Sud du Japon)
- Palaeoloxodon recki (Afrique de l'est), le plus ancien et l'une des plus grandes espèces (a vécu il y a 4 à 0,6 millions d'années)[7].
- Palaeoloxodon lomolinoi